# Supraserphites draculi
Supraserphites draculi — викопний вид перетинчастокрилих комах вимерлої родини Serphitidae, що існував у крейдовому періоді (99 млн років тому). Рештки комахи знайдено у бірманському бурштині з долини Гукаунг. Описаний у 2018 році науковцями Тюбінгензького університету. Названий на честь міфічного графа Дракули.

## Опис
Знайдена в бурштині оса була самицею завдовжки близько 2,5 мм. У неї був довгий ряд щелепних і губних щупалець по обидва боки рота. В інших представників родини таких потужних щелеп не знаходили. З їхньою допомогою комаха, ймовірно, робила ранки на тілі тварин, щоб відкласти яйця під шкіру своїх жертв. Відрізняється комаха у формою крил, а також числом сегментів, з яких складаються вусики — у Supraserphites draculi їх десять, в той час як в інших представників родини їх 8 або 12. На основі цих відмінностей вид запропоновано виокремити у підродину Supraserphitinae, або й в окрему родину Supraserphitidae у надродині Serphitoidea.